# Bundesbriefe

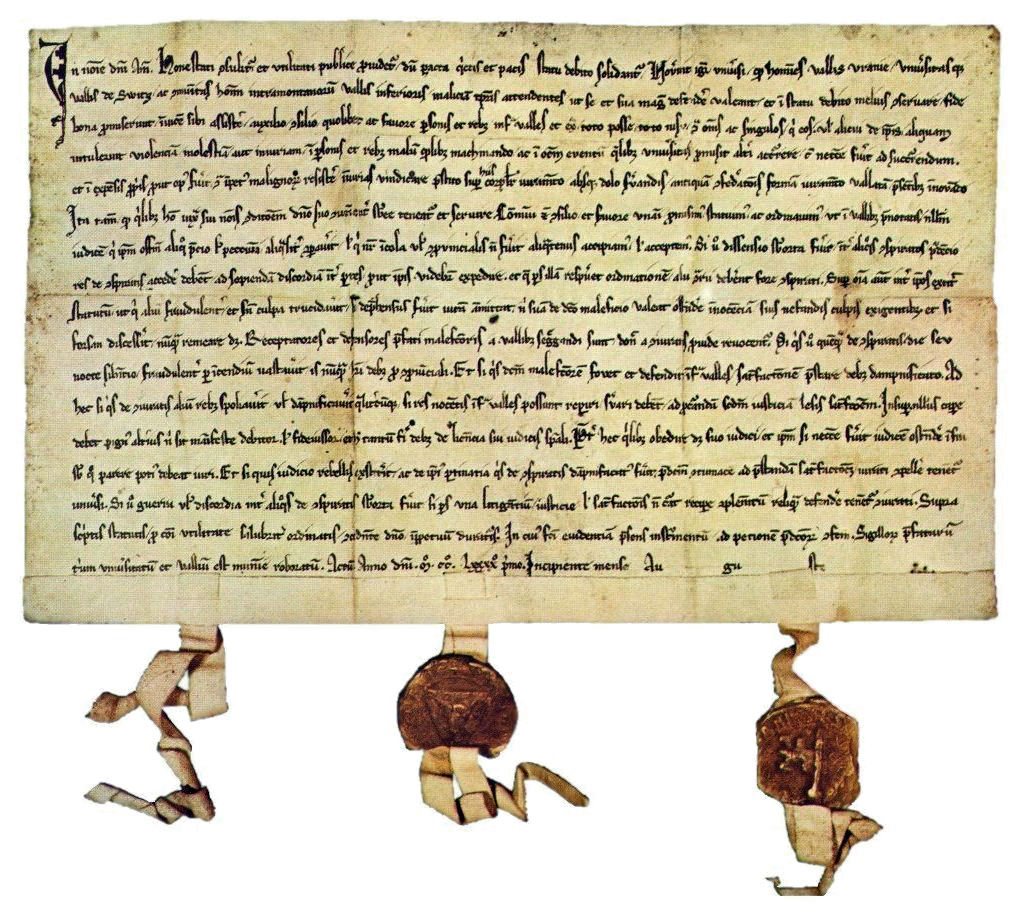
Bundesbrief von 1291

Als Bundesbriefe werden seit dem Ende des 19. Jahrhunderts Bündnisurkunden in der Schweizerischen Eidgenossenschaft bezeichnet. Der Begriff kann sowohl für eine einzige Urkunde als auch für ihre Gesamtheit stehen.

## Bundesbriefe
Bundesbriefe regelten verschiedene Belange zwischen den Ländern auf dem heutigen Gebiet der Schweiz. So gab es beispielsweise Abmachungen zum gegenseitigen Beistand oder zur Schlichtung von Streitereien, zur Regelung über die Kontrolle der Bündnispartner bei Verhandlungen mit Dritten, Verbot von fremden Richtern, die nicht Landleute sind oder ihr Amt gekauft hatten.
Der heute bekannteste ist der Bundesbrief von 1291, der zwischen Uri, Schwyz und Unterwalden bzw. Nidwalden geschlossen wurde. Er war lange in Vergessenheit geraten und wurde erst ab dem 19. Jahrhundert gegenüber anderen Bundesbriefen aus jener Zeit hervorgehoben. Er bezieht sich auf ein älteres Bündnis, das jedoch nicht überliefert ist.
Der älteste bekannte und erhaltene Bundesbrief ist derjenige von 1243, in dem sich die Städte Bern und Freiburg zu gegenseitiger Hilfeleistung verpflichten. Der erste heute noch erhaltene Bundesbrief in deutscher Sprache ist der Bundesbrief von 1315, in dem das erste Mal die Wörter «Eitgenoze» und «Eitgenossenschaft» wiederholt auftauchen. In allen Bündnissen werden seither die Begriffe Eidgenossen, Eidgenossenschaft und Landleute verwendet. Auf Lateinisch wird im Bündnis von 1291 der Begriff «conspirati» benützt.
Alle diese Bündnisbriefe der Alten Eidgenossenschaft ausser dem von 1291 finden sich auch im Weissen Buch von Sarnen. Die meisten sind auf Deutsch in einer Amtshandschrift auf Pergament wiedergegeben.

## Exponate des Bundesbriefmuseums
Das Bundesbriefmuseum in Schwyz bewahrt neben dem Bundesbrief von 1291 die Schwyzer Exemplare weiterer Bundesbriefe der Alten Eidgenossenschaft auf:
- 1315: Bundesbrief zwischen Uri, Schwyz und Unterwalden vom 9. Dezember 1315
- 1332: Bündnisvertrag der Stadt Luzern mit den Ländern Uri, Schwyz und Unterwalden
- 1352: Bündnisvertrag mit Glarus
- 1352: Bündnisvertrag mit der Stadt Zug
- 1451: Schutz- und Schirmvertrag der Abtei St. Gallen mit den Städten Zürich und Luzern sowie den Ländern Schwyz und Glarus
- 1454: Ewiges Burg- und Landrecht der Stadt St. Gallen mit den Städten Zürich, Bern und Luzern sowie den Ländern Schwyz, Zug und Glarus
- 1464: Schutzvertrag der Stadt Rapperswil mit der Eidgenossenschaft
- 1481: Bündnisvertrag mit den Städten Freiburg und Solothurn
- 1501: Bündnisvertrag mit der Stadt Basel
- 1501: Bündnisvertrag mit der Stadt Schaffhausen
- 1513: Bündnisvertrag mit Appenzell